# Windows Media Center
Chronologie des versions
DVD Player (en)
Windows Media Center est un logiciel conçu par Microsoft pour servir de centre multimédia aux systèmes d'exploitation Windows.
Initialement inclus dans une édition spécifique de Windows XP, à savoir Windows XP Édition Media Center, cette application est par la suite intégrée dans les éditions haut de gamme de Windows Vista puis de Windows 7.
Son développement a pris fin avec la sortie de Windows 8 en 2012, et il n'est plus possible d'obtenir officiellement Windows Media Center depuis la sortie de Windows 10 en 2015.

## Diffusion
Windows Media Center est rendu disponible au public le 29 octobre 2002 avec la sortie d'une édition spéciale de Windows XP, dénommée Windows XP Édition Media Center.
L'application est par la suite intégrée dans les éditions Familiale Premium et Intégrale de Windows Vista, publiées le 30 janvier 2007, et à nouveau dans Windows 7, sorti le 22 octobre 2009, exception faite des éditions Starter et Familiale Basique qui ne l'incluent pas.
Windows 8, publié le 26 octobre 2012, n'inclut pas Windows Media Center, son développement étant abandonné cette même année. L'application reste toutefois disponible en tant que fonctionnalité facultative pouvant être téléchargée sur les éditions professionnelles de Windows 8 et Windows 8.1 de Windows 8 Pro et Pro Pack qui fait évoluer Windows 8 en Windows 8 Pro.
À la sortie de Windows 10 le 29 juillet 2015, Windows Media Center ne peut plus être téléchargé et est automatiquement supprimé des appareils mis à jour vers ce nouveau système d'exploitation. Les propriétaires d'anciennes versions de Windows incluant Windows Media Center peuvent depuis installer le Lecteur DVD Windows pour profiter des fonctionnalités de lecture DVD anciennement incluses avec Windows Media Center.
Il est à noter que bien que l'application ne soit plus disponible officiellement au téléchargement, celle-ci fonctionne toujours sur Windows 10 voire Windows 11.